# Tiruverkadu
Tiruverkadu là một thị xã của quận Thiruvallur thuộc bang Tamil Nadu, Ấn Độ.

## Nhân khẩu
Theo điều tra dân số năm 2001 của Ấn Độ, Tiruverkadu có dân số 30.734 người. Phái nam chiếm 50% tổng số dân và phái nữ chiếm 50%. Tiruverkadu có tỷ lệ 70% biết đọc biết viết, cao hơn tỷ lệ trung bình toàn quốc là 59,5%: tỷ lệ cho phái nam là 78%, và tỷ lệ cho phái nữ là 61%. Tại Tiruverkadu, 11% dân số nhỏ hơn 6 tuổi.